# Magnus Jung

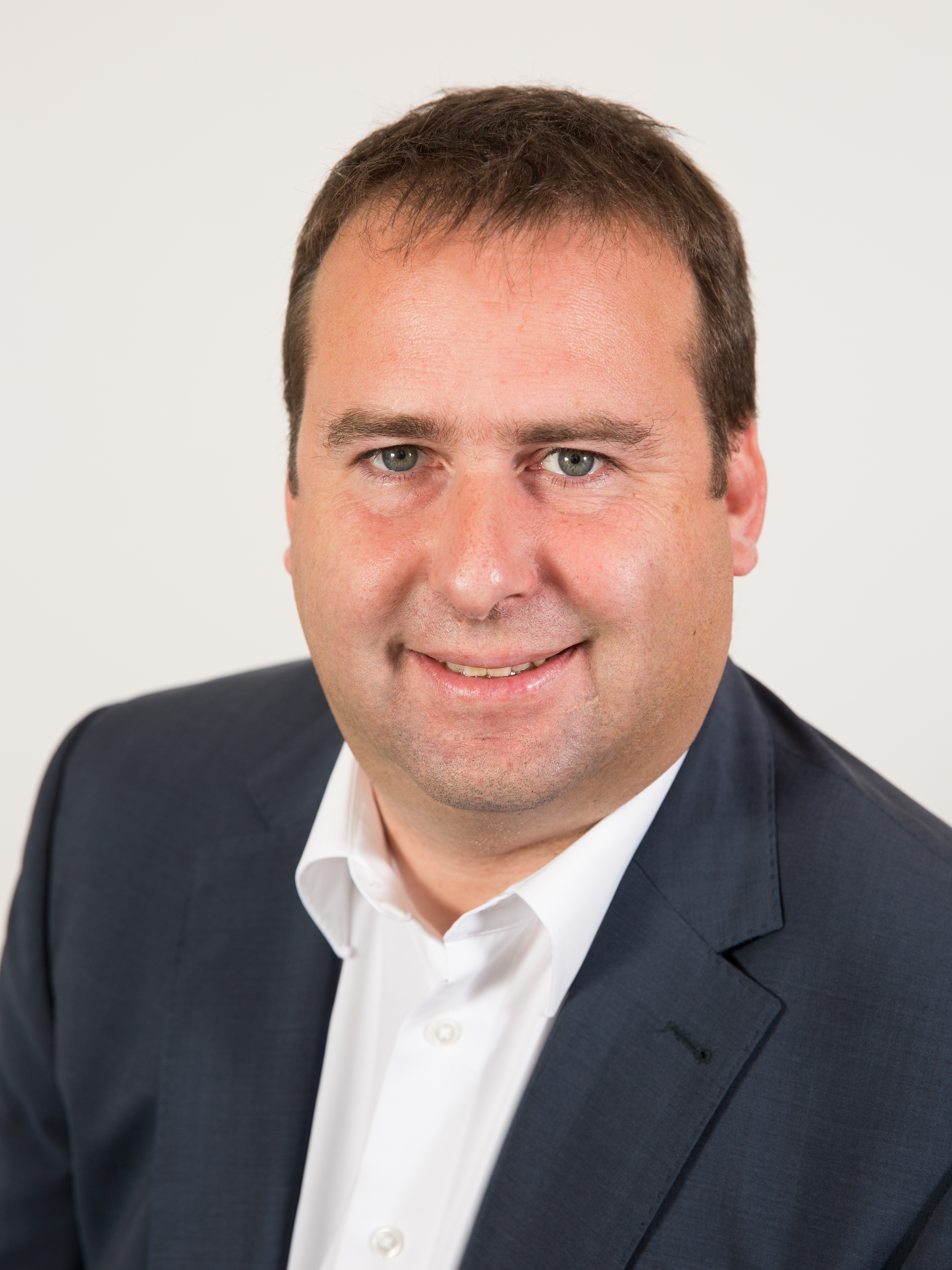
Magnus Jung (2017)

Magnus Jung (* 28. Oktober 1971 in Wadern) ist ein deutscher Politiker (SPD). Seit 2009 ist er Mitglied im Landtag des Saarlandes und seit 2022 Minister für Arbeit, Soziales, Frauen und Gesundheit des Saarlandes.

## Ausbildung und Beruf
Nach dem Ablegen des Abiturs 1991 absolvierte Magnus Jung von 1992 bis 1997 ein Studium der Politikwissenschaft an der Universität des Saarlandes. Zwischen Schule und Studium leistete er seinen Zivildienst in der Altenpflege ab. 2004 promovierte er zum Dr. phil an der Freien Universität Berlin.
In den Jahren 1997 bis 2001 war er beim Ausbildungszentrum Burbach in der Beratung, Vermittlung und pädagogischen Begleitung von schwervermittelbaren Jugendlichen tätig. Von 2004 bis 2009 war er freiberuflich tätig. Unter anderem arbeitete er in den Bereichen Politikberatung, Medienberatung, Dozententätigkeit, Journalismus.

## Politik
Der SPD trat Magnus Jung im Jahr 1988 bei. Seit 2001 ist er Vorsitzender der SPD Kastel und seit 2006 auch des Kreisverbandes St. Wendel. Dem Kreistag von St. Wendel gehört Jung seit 1999 an und ist dort für seine Partei seit 2003 Fraktionsvorsitzender.
Bei der Landtagswahl im Saarland 2009 wurde Magnus Jung erstmals in den Landtag des Saarlandes gewählt. Seit 2014 ist er stellvertretender Fraktionsvorsitzender und umweltpolitischer Sprecher. Von 2017 bis 2022 war Jung sozialpolitischer Sprecher und Vorsitzender des Ausschusses für Soziales, Gesundheit, Frauen und Familie.
Am 26. April 2022 wurde er zum saarländischen Minister für Arbeit, Soziales, Frauen und Gesundheit im Kabinett Rehlinger ernannt.
Jung ist Mitglied der überparteilichen Europa-Union Deutschland, die sich für ein föderales Europa und den europäischen Einigungsprozess einsetzt.